# T. E. D. Klein
Pour les articles homonymes, voir Klein.
Œuvres principales
- The Ceremonies

T. E. D. Klein, né le 15 juillet 1947 à New York, est un écrivain et éditeur américain de littérature fantastique et d'horreur.

## Biographie
Theodore Donald Klein fait ses études à l'université Brown, dont il sort diplômé en 1969 après avoir fait sa thèse sur H. P. Lovecraft, avant d'étudier l'histoire du cinéma à l'université Columbia et de travailler comme relecteur de scénarios pour Paramount Pictures au début des années 1970. En 1975, il crée avec quelques autres écrivains la World Fantasy Convention qui se tient annuellement depuis lors.
De 1981 à 1985, il est le rédacteur en chef du Twilight Zone Magazine. Il a écrit très peu d'œuvres de fiction en raison de blocages récurrents. Il a ajouté "Eibon" à son nom en hommage à un personnage créé par Clark Ashton Smith. Son roman court Nadelman's God a remporté le prix World Fantasy du meilleur roman court en 1986 et son roman The Ceremonies a remporté le prix British Fantasy du meilleur roman d'horreur la même année.

## Œuvres

### Romans
- (en) The Ceremonies, 1984

### Recueils de nouvelles
- (en) Dark Gods, 1985
- (en) Reassuring Tales, 2006

#### Nouvelles traduites en français
- L'Homme noir à la trompe (Black Man with a Horn), 1980.
- Ces choses qui poussent (Growing Things), 1999.

## Prix littéraires
En 1986, la British Fantasy décerne à T. E. D. Klein le prix August Derleth du meilleur roman de fantasy pour The Ceremonies.
La même année, il reçoit le prix World Fantasy du meilleur roman court pour Nadelman's God.